# Should Be Higher
Should Be Higher este o piesă a formației britanice Depeche Mode. Piesa a apărut pe albumul Delta Machine, în 2013.